# Robert Marcus Gunn

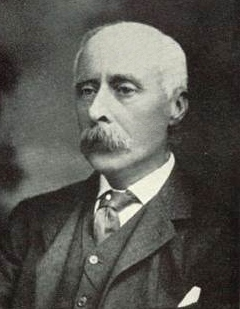
Robert Marcus Gunn

Robert Marcus Gunn (* 1850 in Dunnet, Schottland; † 1909 in Hindhead bei Haslemere) war ein schottischer Augenarzt. Mehrere Eponyme (Marcus-Gunn-Syndrom, Gunn-Punkte, Gunn-Phänomen, Marcus-Gunn-Pupillenzeichen, Gunn-Zeichen) gehen auf ihn zurück.

## Leben
Gunn war ein Bauernsohn aus dem äußersten Nordwesten Schottlands. Er studierte Medizin an der University of St Andrews und bis 1873 an der University of Edinburgh. Als Student wurde er besonders von James Syme, Joseph Lister und Douglas Moray Cooper Lamb Argyll Robertson beeinflusst. Er arbeitete zunächst als Arzt im Londoner Moorfields Eye Hospital und beschäftigte sich zusammen mit Edward Albert Sharpey-Schäfer am University College London mit vergleichender Anatomie. Dann bekam Gunn eine Stelle am Perth District Asylum. 1874 hospitierte er sechs Monate in Wien bei Eduard Jäger von Jaxtthal, Ferdinand von Arlt und Carl Stellwag von Carion. 1876 ging er ans Moorfields Eye Hospital zurück. Dort führte er Listers Sterilitätsprinzipien ein, wodurch er bessere Ergebnisse bei Star-Operationen erhielt.
1879 ging Gunn nach Australien, um Augen verschiedener einheimischer Tierarten, insbesondere von Beuteltieren, zu sammeln. Nach seiner Rückkehr untersuchte er das zoologische Material, das bei Charles Darwins Challenger-Expedition gesammelt worden war.
1882 wurde Gunn Mitglied des Royal College of Surgeons of Edinburgh, im darauffolgenden Jahr Assistenz-Chirurg und 1888 Chefchirurg am Moorfields Eye Hospital.